# Кокдејл (Колорадо)
Кокдејл (енгл. Cokedale) град је у америчкој савезној држави Колорадо.

## Демографија
По попису из 2010. године број становника је 129, што је 10 (-7,2%) становника мање него 2000. године.
| Група             | 2000.      | 2010.      |
| Белци             | 78 (56,1%) | 97 (75,2%) |
| Афроамериканци    | 0 (0,0%)   | 0 (0,0%)   |
| Азијати           | 0 (0,0%)   | 0 (0,0%)   |
| Хиспаноамериканци | 60 (43,2%) | 30 (23,3%) |
| Укупно            | 139        | 129        |